# Droit de l'Empire ottoman
Le droit de l’Empire Ottoman a d’abord été la charia, mais à la fin du XIXe siècle, les réformes appelées Tanzimat ont tempéré celle-ci, réduisant les inégalités du système des millets et améliorant le statut de dhimmi donnant aux non-musulmans un statut personnel qui ne leur impose plus une certaine vision du droit musulman. Ce dernier était interprété, même avant les réformes, surtout selon l’école hanafite, relativement modérée, et c'est pourquoi les réformes furent assez bien acceptées.
Les efforts de modernisation du système juridique s’incarnèrent dans la rédaction de la Medjellé entre 1869 et 1876 par une commission présidée par Ahmed Cevdet Pacha ainsi que dans la proclamation de la Constitution ottomane de 1876 établissant une monarchie constitutionnelle. Le Code de la famille n’est proclamé qu’en 1917, un an avant la défaite de l’Empire dans la Première Guerre mondiale.

## Organisation administrative
Dans l’organisation administrative ottomane, la caza est une unité administrative de troisième niveau, constituant une subdivision des sandjak et regroupant, en général, une ville et les villages environnants. La caza est soumise à la juridiction d'un juge musulman sunnite : le cadi, siégeant dans un tribunal (mahkeme (tr)) et gouvernée par un Caïmacan (kaymakam). 
La République Turque conserve le terme, mais le remplace, en 1924, par celui d’ilçe.

## Le système desdhimmiet le régime des religions

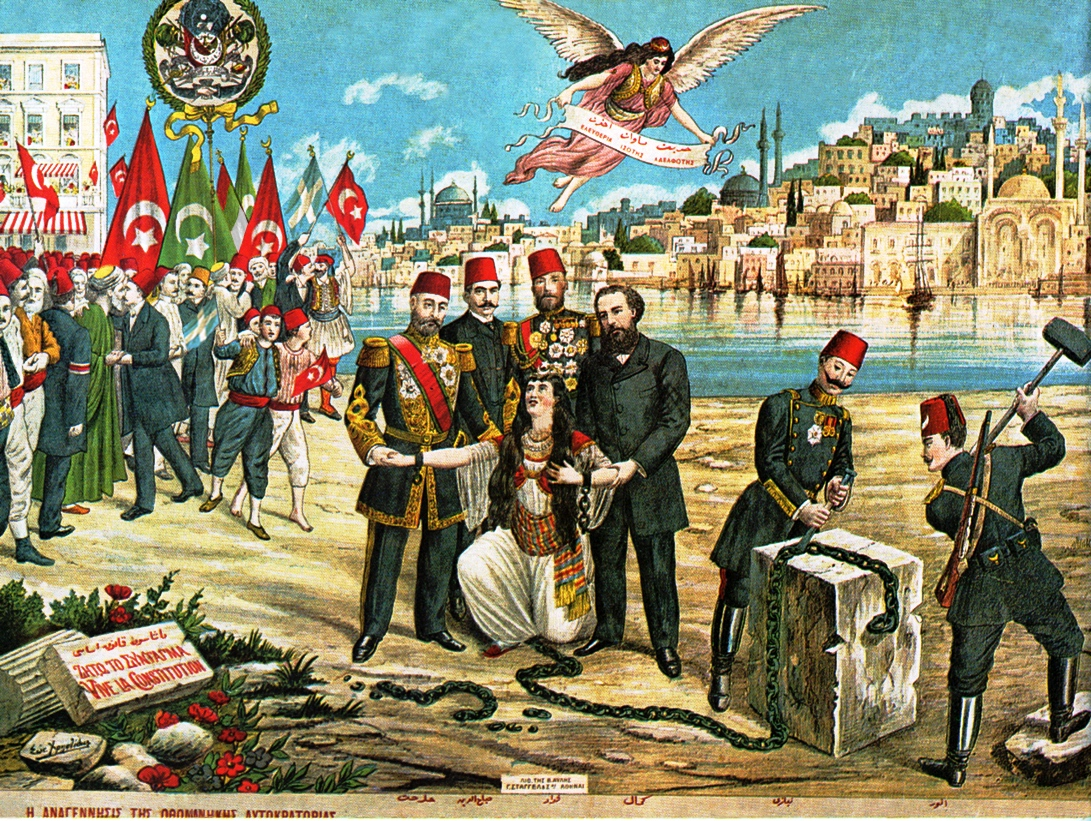
Didar-ı Hürriyet kurtarılıyor (la Liberté sauvée) : lithographie célébrant la révolution jeune-turque et représentant les sources d'inspiration du mouvement, Midhat Pacha, le prince Sabahaddin, Fuad Pacha et Namık Kemal, les chefs militaires Niyazi Bey et Enver Pacha, ainsi que le slogan « Liberté, égalité, fraternité » (hürriyet, müsavat, uhuvvet en turc, ελευθερία, ισότης, αδελφότης en grec).

Au XVe siècle, le sultan Mehmed II est le premier à transgresser la charia en accordant la liberté de religion et surtout l’égalité de tous pour l’accès aux charges publiques. Ce privilège sera confirmé par voie réglementaire par le Hatti hamayouni du 18 février 1856, s’insérant dans le processus du Tanzimat. Le même règlement confie au Medjellé la tâche de rédiger les questions de statut personnel, le reste du droit civil et commercial étant modernisé selon les normes européennes.
Le Hatti hamayouni du 18 février 1856 proclame la liberté de religion ainsi que l’égalité des chances pour les sujets de tous les millets (groupes confessionnels) pour accéder aux charges publiques. Des droits de juridiction égaux à ceux des musulmans sont accordés aux non-musulmans pour ce qui relève du statut personnel Les juifs et les chrétiens orthodoxes, qui ont le statut de dhimmis, possédaient leurs propres tribunaux pour les affaires intérieures à leurs communautés.
Ces minorités (localement majoritaires dans les Balkans, sur le pourtour de la mer Égée et en Anatolie orientale) payent un impôt de capitation (la djizîa) supérieur à la dîme versée par les musulmans, mais ne subissent plus, comme auparavant, la double-capitation (kharâj), ni la pédomazoma (enlèvement des enfants pour les janissaires). En revanche, ils doivent désormais le service militaire.
L’égalité complète est finalement inscrite dans la constitution ottomane du 23 novembre 1876, mais celle-ci est suspendue dès l’année suivante, en raison de la guerre russo-turque de 1877-1878 et des critiques virulentes dont le sultan fut l’objet de la part des religieux musulmans et des conservateurs. La Constitution est entrée de nouveau en vigueur, grâce à la révolution jeune-turque, le 24 juillet 1908, et fut remplacée par la Constitution de 1921, élaborée par le nouveau gouvernement d’Ankara.